# Фекан
Фекан (фр. Fécamp) град је у Француској, у департману Приморска Сена.
По подацима из 1999. године број становника у месту је био 21.027.

## Демографија
| 1962.  | 1968.  | 1975.  | 1982.  | 1990.  | 1999.  | 2011.  |
| ------ | ------ | ------ | ------ | ------ | ------ | ------ |
| 19.491 | 21.406 | 21.910 | 21.436 | 20.808 | 21.027 | 19.264 |

## Партнерски градови
- Мускрон
- Vale of Glamorgan